# Juchique de Ferrer
Juchique de Ferrer es una localidad del estado mexicano de Veracruz. Es cabecera del municipio de Juchique de Ferrer.

## Demografía
| Censo | Población |
| ----- | --------- |
| 1900  | 688       |
| 1910  | 805       |
| 1921  | 446       |
| 1930  | 705       |
| 1940  | 529       |
| 1950  | 983       |
| 1960  | 1071      |
| 1970  | 1446      |
| 1980  | 2408      |
| 1990  | 2998      |
| 1995  | 2806      |
| 2000  | 2861      |
| 2005  | 2680      |
| 2010  | 2766      |
| 2020  | 2619      |